# Henry Bristow

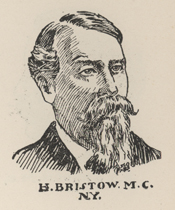
Henry Bristow

Henry Bristow (* 5. Juni 1840 auf São Miguel, Azoren; † 11. Oktober 1906 in Brooklyn, New York) war ein US-amerikanischer Politiker. Zwischen 1901 und 1903 vertrat er den Bundesstaat New York im US-Repräsentantenhaus.

## Werdegang
Die Familie Bristow wanderte in die Vereinigten Staaten ein und ließ sich in Brooklyn nieder. Henry Bristow besuchte dort öffentliche und Privatschulen. Nach dem Ausbruch des Bürgerkrieges verpflichtete er sich am 26. April 1861 als Private in der Kompanie B des siebten Regiments der Miliz von New York, wurde aber am 3. Juni 1861 wieder ausgemustert. Er ging bis 1896 kaufmännischen Geschäften nach. Dann wurde er zum Magistrat in Brooklyn ernannt. Zwischen 1880 und 1889 war er Mitglied im Bildungsausschuss von Brooklyn.
Politisch gehörte er der Republikanischen Partei an. Bei den Kongresswahlen des Jahres 1900 wurde er im dritten Wahlbezirk von New York in das US-Repräsentantenhaus in Washington, D.C. gewählt, wo er am 4. März 1901 die Nachfolge von Edmund H. Driggs antrat. Er erlitt bei seiner Wiederwahlkandidatur im Jahr 1902 eine Niederlage und schied nach dem 3. März 1903 aus dem Kongress aus.
Im folgenden Jahr wurde er zum Public Administrator von Brooklyn ernannt, eine Stellung, die er bis zu seinem Tod dort am 11. Oktober 1906 innehatte. Sein Leichnam wurde auf dem Green-Wood Cemetery beigesetzt.